# ماجستير الجراحة
ماجستير الجراحة هو مؤهل متقدم في الجراحة. يستمر البرنامج بين سنتين وثلاث سنوات ويُشترط للحصول على تلك الدرجة الحصول على بكالوريوس في الطب والجراحة من إحدى الجامعات المُعترف بها الشهادة الطبية. يُمنح ماجستير الجراحة على حد سواء طبقًا للكفاءة السريرية والأكاديمية أو الكفاءة الأكاديمية. قد تسأل اللوائح عن الخبرة الجراحية وموضوع الأطروحة التي قد لاتكون طبية بحتة.

## تاريخ الشهادة
ماجستير الجراحة هو مؤهل متقدم في الطب الجراحي أُنشئ في بريطانيا العظمى في منتصف القرن التاسع عشر. أُنشأ المؤهل ليتم منحه كدرجة أعلى من بكالوريوس الطب والجراحة.
توقفت العديد من الجامعات عن إجراء فحوصات كتابية وسريرية من أجل منح ماجستير الجراحة، وركزت فقط على الأطروحة والفحص الشفوي. لا تزال جامعة أكسفورد وكامبردج تشترطان خضوع المتقدمين لاختبار نظري قبل تقديم الأطروحة والفحص الشفهي على نفس الدرجة بالنسبة للدرجات العلمية التان تمنحاها كالماجستير أو الدكتوراة على حدٍ سواء.
توقفت العديد من الجامعات عن تقديم درجة ماجستير الجراحة عندما أصبح من الشائع للجراحين المتدربين أن يحصلوا على زمالة كلية الجراحين الملكية. وتكتفي باجراء اختبار واحد من الكلية الملكية للجراحين في العلوم الأساسية والمواد السريرية.

## ماجستير الجراحة اليوم
بعد النجاح درجة الماجستير في العلوم الجراحية، أعادت كلية الطب بجامعة إدنبرة تأسيس درجة ماجستير الجراحة في عام 2011 باعتبارها درجة للتعليم عن بعد عبر الإنترنت بالتعاون مع كلية الجراحين الملكية بإدنبرة. تم إعداد متدربين جراحيين متقدّمين لاختبارهم للحصول على زمالة كلية الجراحين الملكية، وبذلك يعيدون الغرض من منح ماجستير الجراحة. يجمع الماجستير الآن بين التطوير الأكاديمي والمهني للجراح بما يؤهله ليقترب من الاستشارات المستقلة. كما تعزز تلك الدرجة تطبيق المعرفة الجراحية المتخصصة في أي بيئة سريرية لبكون الجراح ذو صلة بالممارسة الجراحية المستقلة في أي مكان في العالم. يستخدم التعليم عن بعد عبر الإنترنت التعليم القائم على حل المشكلات والمشكلة، ويجمع بين المكونات الأكاديمية والمكونات البحثية. يتكون البرنامج من 120 ساعة معتمدة والتي يتم تدريسها على مستوى الدراسات العليا 12. تقدم جامعة إدنبرة وكلية الجراحين الملكية بإدنبرة ماجستير الجراحة في 5 تخصصات وهي:
- الجراحة العامة
- جراحة الأوعية الدموية
- جراحة المسالك البولية
- طب العيون
- جراحة الرضة والصدمات
- جراحة العظام.